# Zivildienst
Zivildienst (en alemany, literalment "servei civil", millor interpretat com "servei comunitari obligatori i remunerat") és la branca civil dels sistemes de servei de Alemanya, Àustria i Suïssa. És la forma de complir el seu servei nacional als que aleguen objecció de consciència al servei militar, en els camps de treball social (en hospitals, cases de retiració, serveis mèdics d'emergència), i a vegades, de manera més rara, en el camp de la protecció ambiental, Agricultura i Administració pública. Des de 1992 existeix també la possibilitat de fer el servei civil a l'estranger (Auslandsdienst, Servei Austríac a l'Estranger) durant 12 mesos en un servei alternatiu. Aquesta possibilitat és factible a través de diverses organitzacions no governamentals, com l'Organització per al Servei a l'Exterior (Servei austríac a l'exterior), etc.